# Callinectes bellicosus
Callinectes bellicosus är en kräftdjursart som först beskrevs av William Stimpson 1859.  Callinectes bellicosus ingår i släktet Callinectes och familjen simkrabbor. Inga underarter finns listade i Catalogue of Life.